# My Darkest Days
My Darkest Days fue una banda de post-grunge procedente de Canadá, establecido en Toronto. La banda estaba formada por Matt Walst, Brendan McMillan, Doug Oliver y Reid Henry. Fueron descubiertos por Chad Kroeger, miembro de Nickelback, que los invitó a formar parte de su discográfica, 604 Records.
En junio de 2010, la banda participó en la gira de Sick Puppies, también grabaron un vídeo en Las Vegas para apoyar su primer sencillo, Porn Star Dancing, lanzado el 21 de junio de 2010. En agosto del mismo año, el vídeo calificaba en la posición #67 de la lista de los 100 vídeos más descargados de iTunes. Además, el sencillo alcanzó la cuarta posición de las canciones de rock más descargadas de Canadá.

## Biografía
La banda fue fundada por Matt Walst, nacido en Norwood, Ontario, Canadá, y cuyo hermano mayor, Brad Walst, es el bajista de la banda de metal alternativo, Three Days Grace. En lugar de participar en la banda de su hermano, Matt decidió crear su propio grupo junto a sus amigos, Brendan McMillan, como bajista, Doug Oliver, como baterista, y Chris McMillan como guitarrista principal. Más tarde, McMillan fue remplazado por Paulo Neta. En 2009, al mudarse a Toronto, Sal Costa se une a la banda, remplazando a Neta, quien después se une como guitarrista de Thornley.
Chad Kroeger, al oír hablar de My Darkest Days, quedó completamente fascinado, invitándolos a su estudio discográfico, 604 Records. La primera canción que escribieron después de unirse a la discográfica fue "Porn Star Dancing", la que se convirtió en su primer sencillo.

## Miembros

### Actuales
- Matt Walst - voz, guitarra rítmica (2005–2012).
- Brendan McMillan - bajo (2005–presente).
- Douglas Oliver - batería (2005–presente).
- Reid Henry - Guitarra rítmica, coros, teclado (2009–presente).

### Antiguos
- Paulo Neta - guitarra líder (2005–2009).
- Chris McMillan - guitarra líder (2009).
- Sal Costa - guitarra líder, coros (2009–2013).

## Discografía

### Álbumes
| Título                  | Detalles | Posiciones | Posiciones | Posiciones | Posiciones |
| Título                  | Detalles | CAN        | EE.UU.     | Billboard  | US Rock    |
| ----------------------- | --- | ---------- | ---------- | ---------- | ---------- |
| My Darkest Days         | - Lanzamiento: 21 de septiembre de 2010. - Discográfica: Mercury Records. - Formato: Disco compacto, descarga. | #11        | #38        | #9         | #12        |
| Sick and Twisted Affair | - Lanzamiento: 26 de marzo de 2012. - Discográfica: Mercury Records. - Formato: Disco compacto, descarga.      | #29        | #29        | #9         | #11        |

### Sencillos
| Año                                     | Sencillo            | Posiciones | Posiciones | Posiciones | Posiciones | Posiciones | Certificaciones      | Álbum                   |
| Año                                     | Sencillo            | CAN        | US         | US Main    | US Alt     | US Rock    | Certificaciones      | Álbum                   |
| --------------------------------------- | ------------------- | ---------- | ---------- | ---------- | ---------- | ---------- | -------------------- | ----------------------- |
| 2010                                    | "Porn Star Dancing" | 40         | 90         | 1          | 21         | 7          | - US: Oro - CAN: Oro | My Darkest Days         |
| 2011                                    | "Move Your Body"    | —          | —          | 23         | —          | 33         |                      | My Darkest Days         |
| 2011                                    | "Every Lie"         | —          | —          | 24         | —          | —          |                      | My Darkest Days         |
| 2012                                    | "Casual Sex"        | —          | —          | —          | 20         | 46         |                      | Sick and Twisted Affair |
| "—" denota que no ingresó en los charts |                     |            |            |            |            |            |                      |                         |

## Premios y nominaciones
| Año  | Presentador         | Premio              | Resultado |
| ---- | ------------------- | ------------------- | --------- |
| 2011 | Juno Awards of 2011 | Nuevo grupo del año | Nominado  |